# 第二次キューバ独立戦争
第二次キューバ独立戦争（だいにじキューバどくりつせんそう）は、1895年から1898年にかけてキューバにて行われた独立戦争である。単にキューバ独立戦争（英語：Cuban War of Independence, スペイン語：Guerra de Independencia cubana）と呼ばれる事も多い。
1895年2月24日にキューバでスペイン帝国からの独立のための最後の戦いは開始された。1898年4月25日にアメリカ合衆国が介入して米西戦争に発展。同年8月12日にスペインは降伏文書に調印し、交戦状態は終結に向かった。12月10日にパリ条約が締結され、キューバの独立が承認された。

## 背景
第一次キューバ独立戦争が終結してから17年でキューバの社会は根本的に変化していった。1886年10月に奴隷制度が廃止され、元奴隷は農民や都市労働者階級の仲間入りをする事になった。多くの裕福なキューバ人が財産を失い、都市の中産階級の仲間入りをした。砂糖のプランテーションを主に、アメリカ合衆国の金融資本が大量に流入し始めていった。1895年にはその投資額は5000万ドルに達していた。キューバは政治的にはスペインの植民地として残っていたものの、経済的にはアメリカに依存するようになっていた。
1892年4月10日にホセ・マルティはキューバ革命党を創立し、独立へ向けて本格的な活動を開始した。

## 第二次独立戦争の経緯
1895年2月24日にスペインの支配に対して反発する蜂起が各地で発生、第二次独立戦争が開始された。マルティは3月25日に競合する革命軍指揮者であるマクシモ・ゴメスの賛同も得てドミニカ共和国でモンテ・クリスティ宣言を発表、平等な世界を実現するために歴史的任務として戦闘状態に入る事を表明した。
4月1日にキューバへ向けて出発したマルティとゴメスら6人は11日にキューバ東部の海岸に上陸を果たし、進軍を開始した。しかし、マルティは5月19日にスペイン軍の待ち伏せに遭って落馬してしまい、亡くなってしまう。
その後にゴメスとアントニオ・マセオは双方に分かれて作戦を展開した。マセオは1895年12月7日に戦死して西部戦線が崩壊していく中、ゴメス率いる部隊はスペイン軍に対する攻撃を継続。以降は膠着状態に突入していく。
2年以上が経過し、スペインの植民地政府には最早戦争に供給していくための資金は残っていなかった。1898年2月15日にアメリカ海軍の軍艦、メイン号の爆発事件が発生し、スペイン海軍による仕業だと報道された。植民地政府は自治権を付与し、反乱軍に歩み寄りの姿勢を見せた。スペイン軍司令官のラモン・ブランコは反乱軍のリーダーであるゴメスに、アメリカに対する共闘を提案したが、ゴメスはこれをきっぱりと拒否した。

## 米西戦争の開戦
1898年4月11日、アメリカのウィリアム・マッキンリー大統領は連邦議会に対し、キューバへのアメリカ軍の派遣の是非を問う教書を提出。19日に議会はキューバの自由と独立を求める共同決議案を圧倒的多数で採択し、大統領に国家緊急権を付与する事を承認した。4月25日に連邦議会は正式に宣戦布告を発令した。
7月3日のサンティアーゴ・デ・クーバ海戦の敗戦と同月25日のプエルトリコへのアメリカ軍の上陸によって戦争を継続する力を喪失したスペインは12月10日にアメリカとパリ条約を締結し、キューバにおける主権を放棄した。
キューバは1902年5月20日に400年近くに及んだスペインによる植民地支配から解放され、独立を達成した。しかし、独立は形式的なものにとどまり、以後はアメリカの保護国化が進行する事になる。